# Oxyopes gemellus
Oxyopes gemellus är en spindelart som beskrevs av Tord Tamerlan Teodor Thorell 1891. Oxyopes gemellus ingår i släktet Oxyopes och familjen lospindlar. Inga underarter finns listade i Catalogue of Life.